# آشیکاگا یوشیئوجی

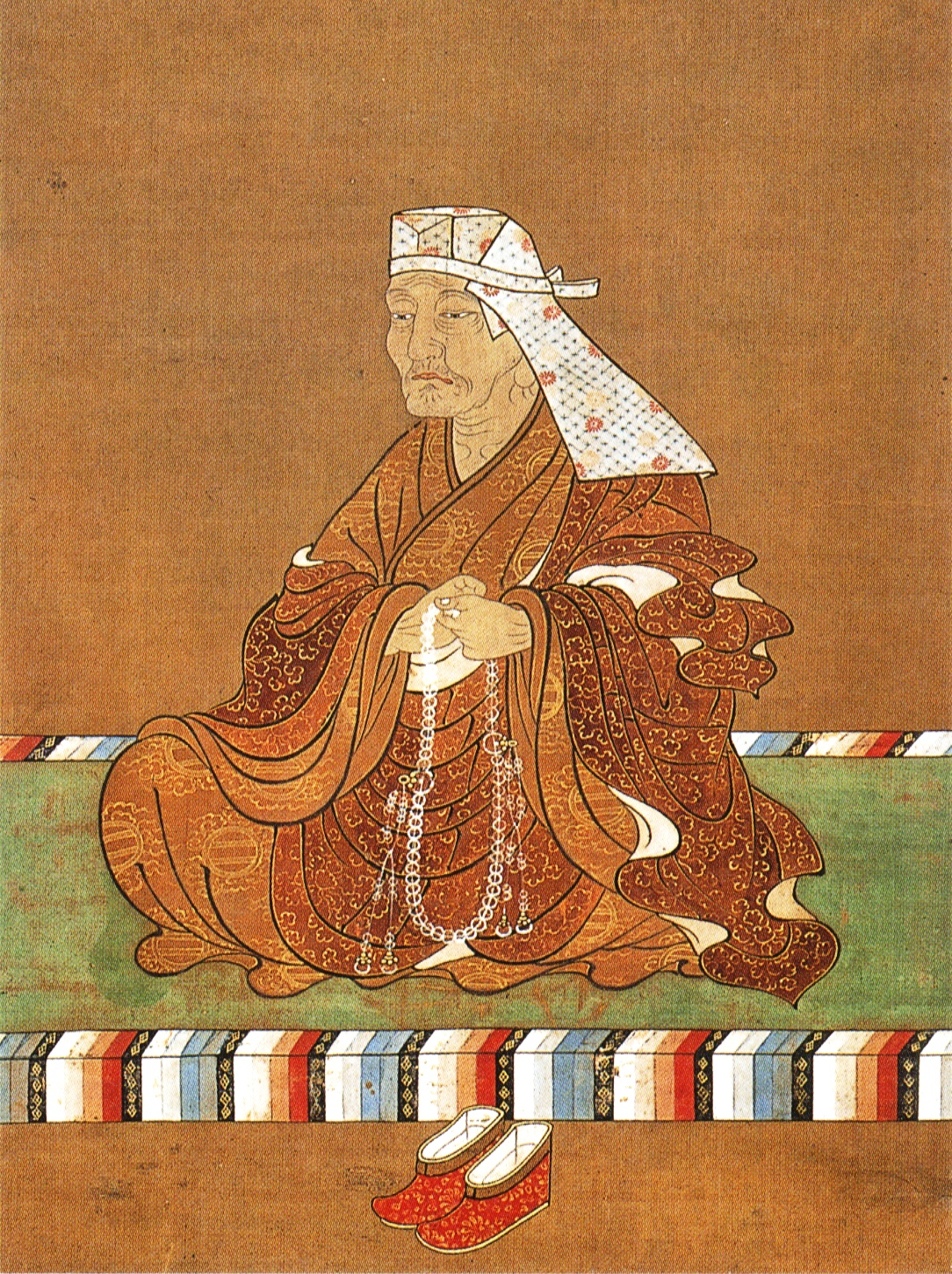

آشیکاگا یوشیئوجی (به ژاپنی: 足利 義氏 あしかが よしうじ)؛ تولد ۱۱۸۹ – مرگ ۱۲۲۵ میلادی - یک سامورایی و سومین رهبر خاندان آشیکاگا در اوایل شوگون‌سالاری کاماکورا، داماد دومین شیکن هوجو یوشیتوکی اهل ژاپن بود.
او را «شوکورو کانتو» (آزوما کاگامی) نیز می‌نامیدند. او از نوادگان میناموتو نو یوشی‌ایه بود که به عنوان رهبر خانواده سامورایی مشهور بود و آشیکاگا تاکائوجی، اولین شوگون شوگون‌سالاری موروماچی، از نوادگان او بود.